# Nyctemera strictifascia
Nyctemera strictifascia là một loài bướm đêm thuộc phân họ Arctiinae, họ Erebidae.